# Mazda Spiano
La Mazda Spiano est une k-car uniquement destinée au marché japonais. Il s'agit d'une Suzuki Alto Lapin rebadgée.